# كارلا جاي
كارلا جاي (بالإنجليزية: Karla Jay)‏ هي كاتِبة أمريكية، ولدت في 22 فبراير 1947 في بروكلين في الولايات المتحدة.